# Knophaarsatijnzwam
De knophaarsatijnzwam (Entoloma cuspidiferum) is een schimmel behorend tot de familie Entolomataceae. Hij leeft saprotroof in veenmosrietland in vochtige duinvallei met kruipwilg (Salix repens).

## Kenmerken
De steel is lange en bepoederd aan de top. Hij ruikt naar radijs.
De haren aan de bovenkant van de steel zijn onder de microscoop lang, cilindrisch, met een duidelijk afbakende bolvormige knop.

## Verspreiding
In Nederland komt de knophaarsatijnzwam zeldzaam voor. Hij staat op de rode lijst in de categorie Gevoelig.